# Alexandria Mills
Alexandria Mills (n. 26 februarie 1992, Kentucky, SUA) este un fotomodel american.
Mills a promovat în 2010 un High School în Kentucky. În același an este aleasă "Miss USA World" ca în octombrie 2010 să câștige în Sanya (Hainan), titlul Miss World. În preliminare ea era în urma candidatelor Yara Lasanta din Puerto Rico, Mariann Birkedal din Norvegia și Irina Sharipova din Rusia. Alexandria Mills avea 18 ani când câștigă titlul în fața candidatelor Emma Wareus din Botswana și Adriana Vasini din Venezuela. Ea fost după Marjorie Wallace (1973) și Gina Marie Tolleson (1990) a treia americană care a fost aleasă Miss World. Alexandria Mills care a fost învățătoare lucrează în prezent ca manechin la agențiile de modă Elite și Esprit. Există un zvon că Alexandria Mills s-ar fi lăsat fotografiată nudă.